# Provița de Sus
Provița de Sus est une commune roumaine du județ de Prahova, dans la région historique de Valachie et dans la région de développement du Sud.

## Géographie
La commune de Provița de Sus est située à l'ouest du județ, à la limite avec le județ de Dâmbovița, dans les collines du piémont des Carpates du sud, sur la rivière Provița, sous-affluent de la Ialomița, à 8 km à l'ouest de Câmpina et à 45 km au nord-ouest de Ploiești, le chef-lieu du județ.
La municipalité est composée des quatre villages suivants (population en 1992) :
- Izvoru (319) ;
- Plaiu ;
- Provița de Sus (1 435), siège de la commune ;
- Valea Bradului.

## Politique
| Identité                            | Période | Période  | Durée |
| Identité                            | Début   | Fin      | Durée |
| ----------------------------------- | ------- | -------- | ----- |
| Elena Cosmoiu (d)                   | 2008    | 2016     | 8 ans |
| Tarcisius Ovidiu Ioan Movileanu (d) | 2016    | En cours | 9 ans |

## Démographie
Lors du recensement de 2011, 98,38 % de la population se déclarent roumains (1,61 % ne déclarent pas d'appartenance ethnique).
De plus, 97,45 % déclarent être chrétiens orthodoxes (1,66 % ne déclarent pas d'appartenance religieuse et 0,88 % déclarent appartenir à une autre ethnie).

## Économie
L'économie de la commune repose sur l'agriculture, l'élevage et l'exploitation des forêts.

## Communications

### Routes
la route régionale DJ100E se dirige vers Câmpina à l'est et vers Adunați et le județ de Dâmbovița au nord-ouest.

## Lieux et monuments
- Église orthodoxe de la Dormition de la Vierge (Adormirea Maicii Domnului) de 1620-1629.